# Three Husbands
Three Husbands ist eine US-amerikanische Filmkomödie aus dem Jahr 1950. Regie führte Irving Reis.

## Handlung
Der gerade verstorbene Maxwell Bard kommt in den Himmel und hat, wie jeder, der dort hinkommt, einen Wunsch frei. Doch statt wie andere „Vergessen“ oder „Ruhe und Frieden“ wünscht er sich, seine drei besten Freunde, Arthur Evans, Kenneth Whittaker und Dan McCabe aus San Francisco, für 24 Stunden beobachten zu dürfen. Max’ Anwalt und Freund Edward Wurdemann händigt gerade jedem von ihnen einen Brief aus, in dem Max gesteht, mit der jeweiligen Frau etwas gehabt zu haben.
Nach Erhalt seines Briefes geht Arthur sofort nach Hause, seine Frau Jane ist jedoch nicht da. Jane war jeden Freitag mit Max in Konzerten und mochte ihn sehr. Arthur erinnert sich an ein Treffen, bei dem ihn seine Geliebte Matilda Clegg dazu bringen wollte, sich von Jane zu trennen. Weil er dies aber nicht tun wollte, versuchte Matilda mit Jane darüber zu reden. Dies gelang zwar nicht, weil Arthur das Gespräch unterbrach, stattdessen wurde aber über einen dreitägigen Krankenhausaufenthalt Arthurs gesprochen, während dessen Max und Jane viel Spaß hatten. Als Jane nach Hause kommt, nennt Arthur sie zornig „Jezebel“ und verlässt das Haus.
Ken geht in eine Bar und zeigt Joe, dem Barkeeper, den Brief. Dieser empfiehlt ihm zunächst, Max zu verprügeln. Als er erfährt, dass dieser tot ist, empfiehlt er Ken, stattdessen seine Frau Mary zu verprügeln. Ken hatte Mary kennengelernt, weil sie als Krankenpflegerin den herzkranken Max betreute. Als Mary und Ken ihren zweiten Hochzeitstag feiern wollten, wurde sie – mal wieder – zu einem Patienten gerufen. Ken war zunächst nicht an der Identität dieses Patienten interessiert. Als seine Mutter Jenny ihm gegenüber den Verdacht äußerte, dass sie bei Max sein könnte, beschloss Ken aber, dort nachzusehen. Allerdings wurde er beim Beobachten des Hauses von Polizisten bemerkt. Als auch Max ihn bemerkte, spielte er ihm vor, eine Geliebte im Haus zu haben. Daher drang Ken in das Haus ein, wurde verhaftet und verbrachte eine Nacht im Gefängnis. Am nächsten Morgen holten ihn Mary und Max aus dem Gefängnis, Mary wollte ihm nun aber nicht mehr sagen, bei wem sie gewesen war und drohte Ken, ihn zu verlassen, wenn er weiter fragen würde. Mit dieser Erinnerung geht Ken nach Hause und fordert von Mary, ihm zu sagen, wo sie in dieser Nacht war. Mary macht ihre Drohung wahr und geht.
Dan hält den Brief für einen Scherz und amüsiert sich darüber. Er möchte zusammen mit seiner Frau Lucille darüber lachen, die fühlt sich deswegen aber nicht genug geschätzt. Sie erinnert Dan, wie sie Max bei einem Pferderennen kennengelernt hat, bei dem sie mit Dan war. Da Dan dort einen Kunden traf, konnte er sie nicht nach Hause bringen, was Max übernahm. In dieser Nacht kam sie spät und betrunken nach Hause. Auch an eine Feier zu dritt, bei der Dan betrunken herumsaß und Max und Lucille sich sehr miteinander amüsiert haben, wird erinnert. Nun ist Dan davon überzeugt, dass Max und Lucille etwas miteinander gehabt haben, und es kommt zu einem Streit. Dan verlässt das Haus mit der Ankündigung, mit einem Scheidungsanwalt zu sprechen.
Zur Testamentseröffnung bei Wurdemann am nächsten Tag treffen Jane, Mary und Lucille aufeinander. Keine von den dreien weiß, wo ihr Mann ist. Lucille erzählt den anderen beiden von dem Brief, aber keine kann sich vorstellen, dass eine der anderen beiden etwas mit Max gehabt haben könnte. Dann werden sie in Wurdemanns Arbeitszimmer gerufen, wo Arthur, Ken und Dan, aber auch Kens Mutter Jenny, die mit Max verwandt war, und Matilda warten. Matilda und Jenny bekommen jeweils einen Anteil, der sie weit entfernt von San Francisco bindet. Der beträchtliche Rest geht in gleichen Teilen an Jane, Mary und Lucille. In seinem Testament erklärt Max, dass das Geständnis in den drei Briefen falsch war, er habe mit keiner der drei Frauen Ehebruch begangen. Außerdem meint er, eine Ehe könne nicht funktionieren, wenn die Frau finanziell abhängig von ihrem Mann sei. Er habe die Briefe geschrieben, um die drei in eine schwierige Situation zu bringen, damit sie ihre Ehefrauen wieder schätzen würden. Die drei Ehepaare versöhnen sich nacheinander, wobei sie sich jeweils vor einer geöffneten Fahrstuhltür küssen und damit den Fahrstuhlführer zum Wahnsinn treiben.

## Produktion
Vera Caspary hatte für den 20th-Century-Fox-Film Ein Brief an drei Frauen (Originaltitel A Letter to Three Wives) John Klempners Roman A Letter to Five Wives adaptiert. Zusammen mit ihrem Ehemann Isidor Goldschmidt und Gertrude Purcell entwickelte sie daraus die Geschichte zu dem Film, der A Letter to Three Husbands heißen sollte. Da 20th Century Fox den Titel ebenfalls registrierte, wurde der Film in Three Husbands umbenannt. Doch auch für diesen Titel musste Goldschmidt gegen 20th Century Fox kämpfen. Das Drehbuch schrieb Caspary zusammen mit Edward Eliscu.
Die Dreharbeiten zu Three Husbands starteten Mitte Februar und endeten am 17. März 1950. Gedreht wurde in den Motion Picture Center Studios in Los Angeles. Produziert wurde der Film von Gloria Film Productions.

### Beanstandungen desBreen Office
Das Breen Office, die Abteilung der MPAA, die für die Durchsetzung des Hays Code zuständig war, hatte Bedenken wegen der lockeren Einstellung einiger Figuren zum Ehebruch und wegen des Gedankens, dass Arthur nach einer Affäre mit Matilda glücklich zu seiner Frau zurückkehren könnte. Daher wurde in dem Film betont, dass kein Ehebruch stattgefunden habe. Außerdem wurden die Dialoge von Maxwell „gesäubert“.

### Musik
In Three Husbands wird das Lied Poor Chap, geschrieben von Herschel Burke Gilbert (Musik) und Edward Eliscu (Text), zweimal gespielt. Das erste Mal wird es von Emlyn Williams und Ruth Warrick am Klavier an Max’ Geburtstagsfeier in Arthurs Erinnerungen am Klavier gesungen. Das zweite Mal ist es auf der Party in Dans Erinnerungen zu hören. Dort singen es Emlyn Williams und Eve Arden ohne instrumentelle Begleitung.

### Erstaufführung
Three Husbands wurde am 17. November 1950 uraufgeführt. Der Film wurde von United Artists vertrieben. Auf DVD erschien Three Husbands am 27. Februar 2007.

## Rezeption

### Kritiken
Die Kritiker wiesen auf den Zusammenhang von Ein Brief an drei Frauen mit Three Husbands und sind sich einig darin, dass Ein Brief an drei Frauen der eindeutig bessere Film sei. Three Husbands habe allerdings auch seinen Charme und sei unterhaltsam. Es gehe dem Film nur um die Lacher, er weise allerdings nur wenige davon auf. Er sei einfach eine gefällige Komödie.
Die Schauspieler seien ganz gut, wobei Eve Arden hervorzuheben sei. Aber auch Emlyn Williams und Howard da Silva wurden hervorgehoben.